# Ставіноґа
Ставіноґа (пол. Stawinoga) — село в Польщі, у гміні Затори Пултуського повіту Мазовецького воєводства.
Населення — 85 осіб (2011).
У 1975-1998 роках село належало до Остроленцького воєводства.

## Демографія
Демографічна структура станом на 31 березня 2011 року:
|          | Загалом | Допрацездатний вік | Працездатний вік | Постпрацездатний вік |
| -------- | ------- | ------------------ | ---------------- | -------------------- |
| Чоловіки | 47      | 9                  | 30               | 8                    |
| Жінки    | 38      | 5                  | 24               | 9                    |
| Разом    | 85      | 14                 | 54               | 17                   |